# Джульєтт Аугуста Магілл Кінзі
Джульєтт Аугуста Магілл Кінзі (нар. 11 вересня 1806, Міддлтаун — пом. 15 вересня 1870, Амегенсетт) — американська історикиня, письменниця і піонерка американського Середнього Заходу.

## Біографія
Джульєтт Магілл народилася в місті Мідлтаун, штат Коннектикут. Вона була добре освіченою, відвідуючи школу-інтернат у Нью-Гейвені. Дядько, Олександр Уолкотт, навчав її латинської та інших мов. Пізніше вчилася в школі Емма Уілларда в Трої, штат Нью-Йорк. А у 1830 році Магілл одружилася з Джоном Кінзі, індійським агентом, і переїхала у Форт Віннебаго, Вісконсин.
У 1834 році вони переїхали в Чикаго. З 1833 року по 1846 рік у них народилося 7 дітей, лише 6 з яких доросли до повноліття. Подружжя брало активну участь у соціальному розвитку Чикаго, заснували Чиказьке історичне товариство (нині Музей Історії Чикаго). У 1870 році помер її чоловік у Нью-Йорку, Лонг-Айленд.

## Творчість
Перебуваючи в місті Форт Віннебаго, Джульєтт Кінзі чула багато розповідей про битву Форт Дірборн в Чикаго, про які пізніше написала в Оповіданні про Різанину в Чикаго 15 серпня 1812 року та про Події до Інциденту. У 1844 році ця розповідь була опублікована. А у 1871 році, після її смерті, Оповідання про… було перероблене і видане як Марк Логан, Буржуа.